# Opisthacantha rufithorax
Opisthacantha rufithorax är en stekelart som först beskrevs av Alan Parkhurst Dodd 1915.  Opisthacantha rufithorax ingår i släktet Opisthacantha och familjen Scelionidae. Inga underarter finns listade i Catalogue of Life.